# Conus voluminalis
Espèce
Statut de conservation UICN

 LC  : Préoccupation mineure
Conus voluminalis est une espèce de mollusques gastéropodes marins de la famille des Conidae.
Comme toutes les espèces du genre Conus, ces escargots sont prédateurs et venimeux. Ils sont capables de « piquer » les humains et doivent donc être manipulés avec précaution, voire pas du tout.

## Description
La taille de la coquille varie entre 30 mm et 72 mm. La couleur de la coquille est blanchâtre ou blanc jaunâtre, généralement faiblement bordée de jaune ou de marron clair, avec deux bandes de taches longitudinales irrégulières de marron clair.

## Distribution
Cette espèce marine est présente des Maldives à l'Australie-Occidentale ; au large des îles Ryukyu et de Taïwan ; au large des îles Salomon et de la Papouasie-Nouvelle-Guinée.

### Niveau de risque d’extinction de l’espèce
Selon l'analyse de l'UICN réalisée en 2011 pour la définition du niveau de risque d'extinction, cette espèce est présente dans une large zone de l'Indo-Pacifique allant des Maldives à l'ouest de l'Australie et au nord de l'île Ryuku. Elle est également présente le long de la côte de Taiwan et jusqu'aux îles Salomon et à la Papouasie-Nouvelle-Guinée. Il est très commun dans les eaux profondes. Il n'y a pas de menaces majeures connues pour cette espèce. Elle est classée dans la catégorie " préoccupation mineure ".

## Taxonomie

### Publication originale
L'espèce Conus voluminalis a été décrite pour la première fois en 1843 par l'éditeur et naturaliste britannique Lovell Augustus Reeve dans « Conchologia Iconica, or, illustrations of the shells of molluscous animals »,.

### Synonymes
- Conus (Rhizoconus) clandestinatous Shikama, 1979 · non accepté
- Conus (Splinoconus) voluminalis Reeve, 1843 · appellation alternative
- Conus clandestinatous Shikama, 1979 · non accepté
- Conus filicinctus Schepman, 1913 · non accepté
- Conus macarae Bernardi, 1857 · non accepté
- Kioconus (Ongoconus) voluminalis (Reeve, 1843) · non accepté
- Kioconus voluminalis (Reeve, 1843) · non accepté